# Blekinge län
Blekinge län, provincie Blekinge, is een län, een provincie in het zuiden van Zweden. Het grenst aan de provincies Skåne län, Kronobergs län en Kalmar län en ligt aan de Oostzee. De provincie valt samen met het landschap Blekinge. De hoofdstad is Karlskrona.
Blekinge län is met 2941 km² de kleinste provincie van Zweden en beslaat 0,7% van de totale oppervlakte van het land en had volgens het Statistiska Centralbyrån 158.470 inwoners op 31 december 2022. Het was daarmee de provincie met het op twee na kleinste aantal inwoners, na Gotlands län en Jämtlands län.

## Bestuur
Blekinge län heeft, zoals alle Zweedse provincies, een meerduidig bestuur. De landshövding vertegenwoordigt binnen de provincie de landelijke overheid. Deze heeft een eigen ambtelijk apparaat, de länsstyrelse. Daarnaast bestaat de landsting, feitelijk een eigen orgaan naast het län, dat een democratisch bestuur, de landstingsfullmäktige, heeft dat om de vier jaar wordt gekozen.

### Landshövding
Ulrica Messing is sinds september 2021 de vertegenwoordiger van de rijksoverheid in Blekinge län, een politica van de Sveriges Socialdemokratiska Arbetareparti. Ze was eerder van 1996 tot 2006 minister onder premier Göran Persson.

### Landsting
De Landsting, formeel Blekinge läns landsting, wordt bestuurd door de landstingsfullmäktige. Deze telt 57 leden die een dagelijks bestuur kiezen, de landstingsstyrelsen. Blekinge heeft een coalitie bestaande uit Moderaterna, Centrumpartij, Liberalerna en Christendemocraten.
Bij de laatste verkiezingen, in 2018, was de zetelverdeling in de regionfullmäktige:
- Vänsterpartiet V: 3 zetels
- Sveriges Socialdemokratiska Arbetareparti S: 19 zetels
- Sverigedemokraterna SD: 12 zetels
- Centerpartiet C: 5 zetels
- Liberalerna L: 3 zetels
- Kristdemokraterna KD: 3 zetels
- Moderata samlingspartiet M: 12 zetels

## Gemeenten
Er liggen in Blekinge län de volgende gemeenten:
- Karlshamn
- Karlskrona
- Olofström
- Ronneby
- Sölvesborg

Blekinge län · Dalarnas län · Gävleborgs län · Gotlands län · Hallands län · Jämtlands län · Jönköpings län · Kalmar län · Kronobergs län · Norrbottens län · Örebro län · Östergötlands län · Skåne län · Södermanlands län · Stockholms län · Uppsala län · Värmlands län · Västerbottens län · Västernorrlands län · Västmanlands län · Västra Götalands län